# Serjania eriocarpa
Serjania eriocarpa är en kinesträdsväxtart som beskrevs av Ludwig Radlkofer. Serjania eriocarpa ingår i släktet Serjania och familjen kinesträdsväxter. Inga underarter finns listade i Catalogue of Life.